# خانه تاریک قدیمی
خانهٔ تاریک قدیمی (انگلیسی: The Old Dark House) یک فیلم کمدی ترسناک به کارگردانی جیمز ویل محصول سال ۱۹۳۲ است که بر پایهٔ رمان شب‌زده (Benighted) اثر جی. بی. پریستلی ساخته شد.
خانهٔ تاریک قدیمی تا مدت‌ها فیلمی گمشده تلقی می‌شد اما سال ۱۹۶۸ با پیگیری کورتیس هرینگتن دوست و همکار کارگردان نسخهٔ از آن در یونیورسال استودیوز پیدا شد و بسیار مورد توجه قرار گرفت. فیلم امروزه از برجسته‌ترین آثار ترسناک گوتیک به‌شمار می‌رود و از جمله فیلم‌های دارای امتیاز ۱۰۰٪ در راتن تومیتوز است.

## بازیگران
- بوریس کارلوف
- ملوین داگلاس
- چارلز لوتن
- گلوریا استوارت
- ریموند مسی
- لیلیان باند
- برمبر ویلس